# Eretria

Eretria – Fouilles et recherches est une collection d’ouvrages scientifiques, publiée par l’École suisse d’archéologie en Grèce.

## Historique
Depuis 1964, l’École suisse d’archéologie en Grèce dégage et étudie les vestiges de l’ancienne Érétrie, cité eubéenne qui a largement contribué au développement et à l’influence de la civilisation grecque sur le pourtour méditerranéen. La collection Eretria - Fouilles et recherches, dont le premier volume a été publié en 1968, présente la publication finale des principales fouilles et découvertes des archéologues suisses. À ce jour, 20 numéros ont été publiés et plusieurs sont en préparation. 

## Liste des titres
- I Paul Auberson, Temple d'Apollon Daphnéphoros. Architecture.
- II Ingrid R. Metzger, Die hellenistische Keramik in Eretria.
- III Claude Bérard, L'Hérôon à la Porte de l'Ouest.
- IV Clemens Krause, Das Westtor. Ergebnisse der Ausgrabungen 1964-1968.
- V André Hurst, Jean-Paul Descoeudres, Paul Auberson, Ombres de l'Eubée?; Die vorklassische Keramik aus dem Gebiet des Westtores; Le temple de Dionysos.
- VI Jean-Paul Descoeudres, Christiane Dunant, Ingrid R. Metzger, Claude Bérard, Euboeans in Australia; Stèles funéraires; Gefässe mit Palmetten-Lotus Dekor; Die Funde aus den Pyrai; Topographie et urbanisme de l'Erétrie archaïque: l'Hérôon.
- VII Ingrid R. Metzger, Das Thesmophorion von Eretria. Funde und Befunde eines Heiligtums.
- VIII Pierre Ducrey, Ingrid R. Metzger, Karl Reber, Le Quartier de la Maison aux mosaïques.
- IX Kristine Gex, Rotfigurige und weissgrundige Keramik.
- X Karl Reber, Die klassischen und hellenistischen Wohnhäuser im Westquartier.
- XI Denis Knoepfler, Décrets érétriens de proxénie et de citoyenneté.
- XII Nina Mekacher, Marek Palaczyk, Matrizengeformte hellenistische Terrakotten; Esther Schönenberger, Amphorenstempel. Grabungen 1964-2001.
- XIII Elena Mango, Das Gymnasion.
- XIV Sandrine Huber, L'Aire sacrificielle au nord du Sanctuaire d'Apollon Daphnéphoros. Un rituel des époques géométrique et archaïque.
- XV Ferdinand Pajor, Eretria - Nea Psara. Eine klassizistische Stadtanlage über der antiken Polis.
- XVI Stephan G. Schmid, Boire pour Apollon. Céramique hellénistique et banquets dans le Sanctuaire d'Apollon Daphnéphoros.
- XVII Béatrice Blandin, Les pratiques funéraires d'époque géométrique à Erétrie. Espace des vivants, demeures des morts.
- XVIII Hans Peter Isler, with a contribution by Elisa Ferroni, Das Theater.
- XIX Caroline Huguenot, La Tombe aux Erotes et la Tombe d'Amarynthos. Architecture funéraire et présence macédonienne en Grèce centrale.
- XX Samuel Verdan, Anne Kenzelmann Pfyffer, Claude Léderrey, Céramique géométrique d'Erétrie.

## Autres publications
- Ferdinand Pajor, « Die FLüchtlingsreihenhäuser in Eretria an der Schwelle zur Moderne », Art+Architecture, no 2,‎ 2016, p. 66-75 (ISSN 1421-086X)